# Golden Trailer Awards
A Golden Trailer Awards egy évente átadott díj, mellyel a filmek érdekében végzett marketinges tevékenységet, vagyis a trailerek, plakátok és televíziós reklámok terén végzett kiemelkedő teljesítményt ismerik el.
A díjátadót két testvér, Evelyn Brady-Watters és Monica Brady szervezik. A zsűri tagjait a legjobb rendezők, producerek, színészek, írók, kritikusok és reklámszakemberek alkotják, akik megnézik a trailereket és szavaznak. Az átadóünnepségeket minden év májusában tartják, neves házigazdák és komikusok jelenlétével. Szervezőik arra büszkék, hogy a díjátadók a lehető leggyorsabban zajlanak le.
Első alkalommal 1999. szeptember 21-én adták át a díjat New Yorkban, a második 2001. január 14-én volt,  onnantól évente rendezték meg az eseményt.

## Kategóriák
- Legjobb trailer
- Legjobb akciófilm trailere
- Legjobb animációs / családi film trailere
- Legjobb vígjáték trailere
- Legjobb dokumentumfilm trailere
- Legjobb dráma trailere
- Legjobb horrorfilm trailere
- Legjobb független film trailere
- Legjobb zenei trailer
- Legjobb romantikus film trailere
- Legjobb thriller trailere
- Legjobb videójáték trailere
- Don LaFontaine-díj a legjobb hangnak
- Golden Fleece-díj
- Legeredetibb trailer
- Legócskább trailer
- 2011 nyári kasszasiker (2011-ben)

Ezeken kívül számos további kategóriában adnak át díjat, nem mozifilmek részére, idegen nyelvű filmek részére (több műfajban), TV spotok részére, poszterek részére, stb.

## A legjobb trailerek
- 2012: Batman: The Dark Knight Rises[7]
- 2011: Social Network – A közösségi háló
- 2010: Az öböl
- 2009: Star Trek
- 2008: A sötét lovag
- 2007: 300
- 2006: Mission: Impossible III
- 2005: nem adták át
- 2004: A stepfordi feleségek
- 2003: Schmidt története
- 2002: Tenenbaum, a háziátok
- 2001: Rekviem egy álomért
- 2000: Mátrix